# Euochin dongpo
Espèce
Euochin dongpo est une espèce d'araignées aranéomorphes de la famille des Salticidae.

## Distribution
Cette espèce est endémique du Guangxi en Chine,. Elle se rencontre dans le district de Babu.

## Description
La carapace du mâle holotype mesure 1,604 mm et l'abdomen 1,377 mm et la carapace de la femelle paratype 1,913 mm et l'abdomen 1,480 mm.

## Systématique et taxinomie
Cette espèce a été décrite par Wang et Zhang en 2023.

## Étymologie
Cette espèce est nommée en l'honneur de Dong-po Su.

## Publication originale
- Wang & Zhang, 2023 : « On fourteen species of Euochin Prószyński, 2018 from China (Araneae: Salticidae: Euophryini). » Zootaxa, no 5297(3), p. 337-379.